# Stephan Hicks
Stephan Keenan Hicks (Los Angeles, 2 aprile 1992) è un cestista statunitense.